# Zelena Balka, Bolgrad
Zelena Balka (în ucraineană Зелена Балка) este un sat în comuna Pavlivka din raionul Bolgrad, regiunea Odesa, Ucraina.

## Demografie
Componența lingvistică a localității Zelena Balka
     Ucraineană (54,29%)
     Rusă (39,05%)
     Bulgară (5,71%)
     Alte limbi (0,95%)
Conform recensământului din 2001, majoritatea populației localității Zelena Balka era vorbitoare de ucraineană (54,29%), existând în minoritate și vorbitori de rusă (39,05%) și bulgară (5,71%).